# Mike Bibby
Michael "Mike" Bibby (Cherry Hill, Nueva Jersey; 13 de mayo de 1978) es un exjugador y entrenador de baloncesto estadounidense que disputó 14 temporadas en la NBA. Con 1,85 metros de estatura, jugaba en la posición de base.
Fue elegido por Vancouver Grizzlies en 2.ª posición del Draft de la NBA de 1998 y esa temporada fue incluido en el mejor quinteto de rookies.
Es hijo de Henry Bibby, quien fue jugador de la NBA y estrella en UCLA.

## Trayectoria deportiva

### Instituto
Bibby se graduó en Shadow Mountain High School en Phoenix, donde fue tres veces Jugador del Año en Arizona y McDonalds All-American en 1996.

### Universidad
Después Bibby jugó durante dos temporadas con los Wildcats de la Universidad de Arizona. En su primera temporada, la 1996-97, fue elegido Freshman del año en la Pac-10, colaborando con su equipo para la consecución del título de Campeones de la NCAA. Bibby fue parte fundamental de aquel título. Promedió 13,5 puntos, 3,2 rebotes, 5,2 asistencias y 2,2 robos por encuentro. En la Final Four, superaron en Semifinales a North Carolina por 66-56, y en la Final a Kentucky por 84-79, con 19 puntos de Bibby. Fue incluido en el Mejor quinteto de la Final Four, en la que Miles Simon fue elegido MVP.
Al año siguiente fue elegido Jugador del Año de la Pac-10 tras promediar 17,2 puntos, 3 rebotes, 5,7 asistencias y 2,4 robos. Fue incluido en el Primer equipo All-American de 1998 y finalizó tercero en la votación al Premio John R. Wooden. Arizona caminaba firme hacia una nueva Final Four, pero se quedaron a las puertas tras caer en la final de la Región Oeste ante Utah Utes.
Al finalizar su segunda temporada en Arizona, se declaró elegible para el Draft de la NBA.
En el total de su carrera universitaria promedió 15,4 puntos, 3,1 rebotes, 5,5 asistencias y 2,3 robos por partido. En los 69 encuentros que disputó Bibby, fue titular.

#### Estadísticas
| Año     | Equipo  | PJ | PT | MPP  | %TC  | %3P  | %TL  | RPP | APP | ROB | TPP | PPP  |
| ------- | ------- | -- | -- | ---- | ---- | ---- | ---- | --- | --- | --- | --- | ---- |
| 1996–97 | Arizona | 34 | 34 | 32.6 | .445 | .394 | .701 | 3.2 | 5.2 | 2.2 | .2  | 13.5 |
| 1997–98 | Arizona | 35 | 35 | 32.0 | .464 | .387 | .755 | 3.0 | 5.7 | 2.4 | .2  | 17.2 |
| Total   | Total   | 69 | 69 | 32.3 | .456 | .390 | .730 | 3.1 | 5.5 | 2.3 | .2  | 15.4 |

### Profesional

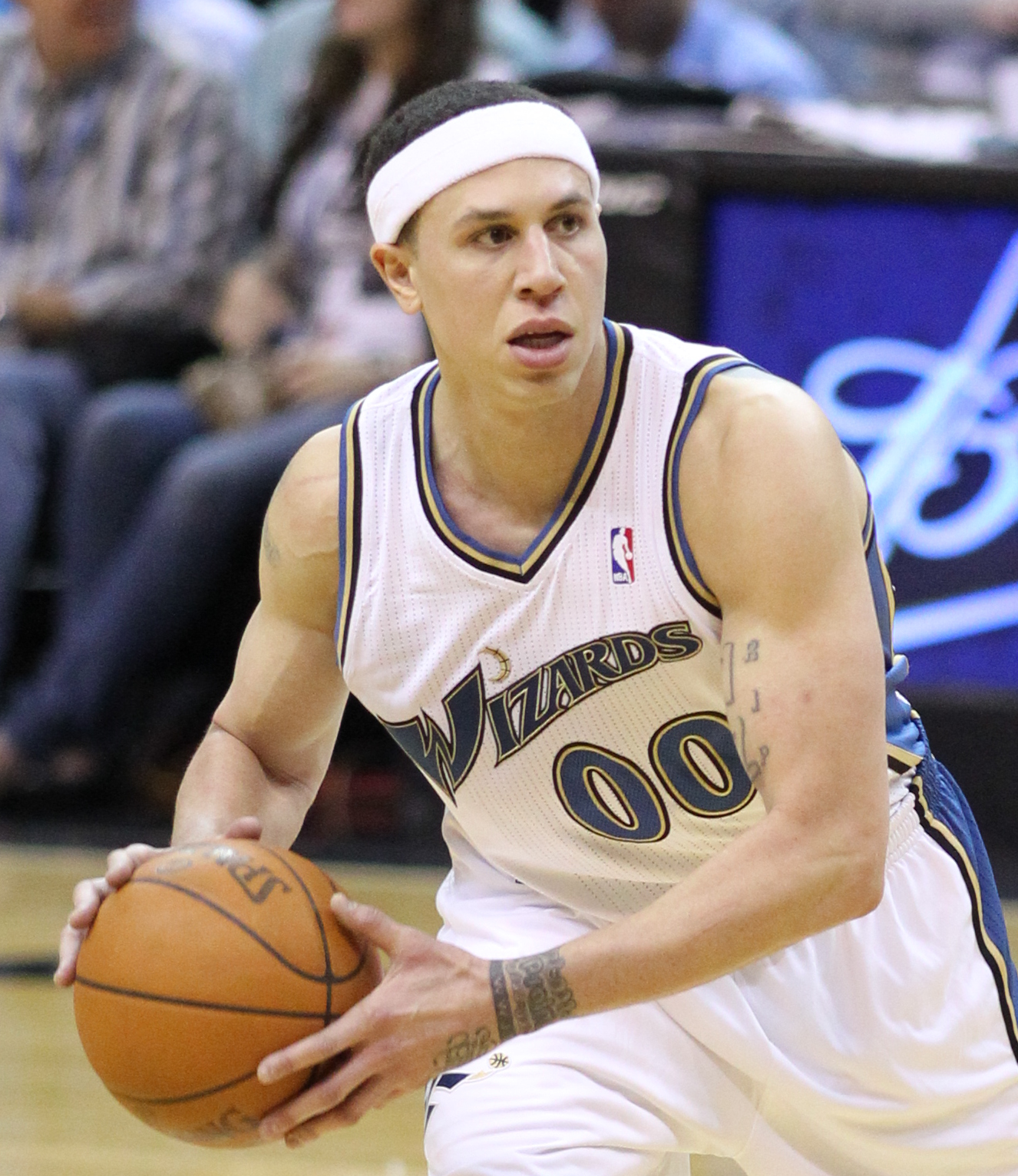
Bibby en su etapa en los Wizards en 2011.

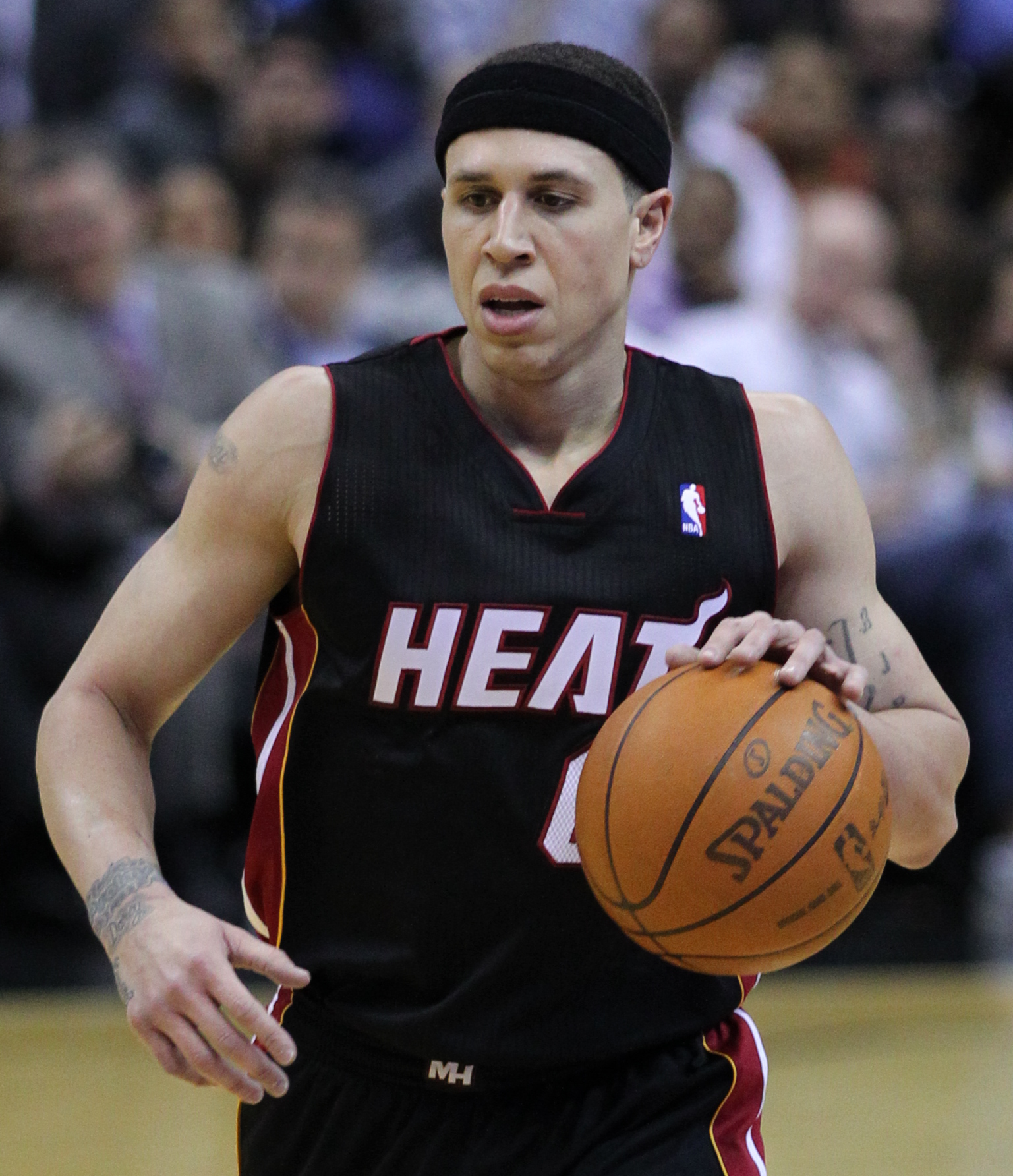
Mike Bibby con los Heat en 2011.

#### Vancouver Grizzlies (1998-2001)
Fue seleccionado por Vancouver Grizzlies en la 2.ª posición del Draft de la NBA de 1998], recalando en un equipo recién fundado donde podía contar con minutos. Su llegada a la NBA coincidió con la temporada del lockout, también conocida como la de los 50 partidos. La temporada a nivel colectivo fue desastrosa, con solo 8 victorias. Sin embargo, a nivel individual dejó mejores sensaciones. Los números de Bibby en su temporada rookie fueron de 13,2 puntos, 2,7 rebotes y 6,5 asistencias, y se convirtió en el único jugador de los Grizzlies que disputó todos los encuentros de titular en su primera temporada.
En la temporada 1999-00, Bibby mejoró sus números, 14,5 puntos, 3,7 rebotes, 8,1 asistencias y 1,6 robos. Vancouver seguía estando muy lejos de poder conseguir un balance digno y el equipo volvió a terminar con un desastroso récord de 22-60.
Durante la temporada 2000-01 la historia se repitió. Bibby mejoraba claramente, y los Grizzlies lo hacían a pasos inapreciables. El base firmó 15,9 puntos, 3,7 rebotes, 8,4 asistencias y 1,3 robos, acabando cuarto en la clasificación de asistencias por partido en aquella campaña.
Junto con Shareef Abdur-Rahim y Michael Dickerson fue lo único positivo de Vancouver en su etapa allí, pero el equipo no respondía y tuvieron que mover ficha.

#### Sacramento Kings (2001-2008)
En el verano de 2001 fue traspasado, junto con Brent Price, a Sacramento Kings a cambio de Jason Williams y Nick Anderson. En Sacramento pudo explotar su potencial rodeado de jugadores de calidad como Chris Webber, Peja Stojakovic, Vlade Divac o Doug Christie que dieron a los Kings una identidad y un estilo de juego que marcó una etapa en la NBA.
En su primera temporada con los Kings, la 2001-02, Bibby disminuyó sus estadísticas individuales debido al poder ofensivo con que contaban aquellos Kings, donde dos jugadores estuvieron por encima de los 20 puntos, y otros 5 por encima de los 10. Las asistencias también vieron decrecer su cantidad dado el estilo de juego que empleaban los Kings, donde Webber y Divac surtían de balones y hacían labores de base desde el poste, por lo que esta faceta del juego se repartía mucho más que en Vancouver. De hecho, Chris Webber firmó casi las mismas asistencias que él: 4,8 del ala-pívot por 5 del base. Sus números fueron de 13 puntos, 2,8 rebotes y 5 asistencias por partido. Con 61-21, los Kings se llevaron el título de la División Pacífico.
Pero llegados los playoffs 2002, Bibby rindió a nivel All-Star. Los Kings alcanzaron las Finales de Conferencia Oeste, donde cayeron de manera dolorosa ante Los Angeles Lakers después de desperdiciar una ventaja de 3-2. En aquella serie, Bibby promedió 22,7 puntos, 3,6 rebotes, 4,4 asistencias y 2 robos. En los playoffs en total, sus promedios fueron de 20,3 puntos (42,4% en triples), 3,8 rebotes, 5 asistencias y 1,4 robos.
Bibby comenzó la temporada 2002-03 en el dique seco. Se perdió los primeros 27 partidos después de operarse de una fractura en el pie izquierdo. Después promedió 15,9 puntos, 2,7 rebotes y 5,2 asistencias. Los Kings volvieron a repetir título de la División Pacífico. En playoffs cayeron en Semifinales de Conferencia frente a Dallas Mavericks por 4-3. Los números de Bibby en aquellos playoffs decrecieron respecto a la liga regular, 12,7 puntos, 2,6 rebotes y 5 asistencias.
A final de temporada formó parte de la selección de baloncesto de Estados Unidos que se llevó el Torneo de las Américas en San Juan, Puerto Rico.
En la temporada 2003-04, Bibby dio un paso adelante a la hora de anotar. Asumió más responsabilidades y promedió 18,4 puntos, 3,4 rebotes y 5,4 asistencias. Sin embargo, el resultado en playoffs volvió a ser el mismo que el año anterior. Eliminados en Semifinales de Conferencia por 4-3, esta vez ante Minnesota Timberwolves. Bibby volvió a cuajar unos grandes playoffs con registros de 20 puntos, 4,2 rebotes y 7 asistencias en los 12 partidos.
Con el traspaso de Chris Webber a Philadelphia 76ers comenzada la temporada 2004-05 empezó la descomposición de los grandes Kings de Rick Adelman. El equipo, pese a lograr 50 victorias, cayó en 1.ª ronda de playoffs frente a los Sonics. Bibby mejoró sus prestaciones con 19,6 puntos, 4,2 rebotes y 6,8 asistencias. Fue nombrado Jugador de la Semana del 22 al 29 de febrero.
En la 2005-06 Bibby promedió los mejores números de su carrera, superando por primera vez la barrera de los 20 puntos de media. Ante la marcha de Peja Stojakovic a Indiana Pacers, Bibby acabó con registros de 21,1 puntos, 2,9 rebotes y 5,4 asistencias. El 24 de enero de 2006, Bibby firmó su mejor partido en anotación con 44 puntos frente a Philadelphia 76ers. Fue de nuevo elegido Jugador de la Semana del 6 al 12 de marzo. Los Kings ya no eran una amenaza, y volvieron a caer en 1.ª ronda ante San Antonio Spurs por 4-2.
Por primera vez desde que Bibby llegó a Sacramento, los Kings se quedaron fuera de playoffs en la temporada 2006-07. Promedió 17,1 puntos, 3,2 rebotes y 4,7 asistencias. Unos renovados Kings dirigidos por Eric Musselman acabaron con un balance de 33-49.

#### Atlanta Hawks (2008-2011)
La temporada 2007-08 fue la última en Sacramento. El 16 de febrero de 2008 fue traspasado a Atlanta Hawks a cambio de Shelden Williams, Anthony Johnson, Tyronn Lue, Lorenzen Wright y una 2.ª ronda del draft de 2008.
En los 33 partidos con los Hawks firmó 14,1 puntos, 3,2 rebotes y 6,5 asistencias. Volvió a playoffs con Atlanta pero cayeron en 1.ª ronda ante Boston Celtics por 4-3.

#### Washington Wizards (2011)
El 23 de febrero de 2011 fue traspasado a Washington Wizards junto con Maurice Evans, Jordan Crawford y una primera ronda de draft a cambio de Kirk Hinrich y Hilton Armstrong.

#### Miami Heat (2011)
Apenas jugó dos encuentros con los Wizards antes de ser cortado, y el 2 de marzo de 2011 fichó como agente libre por Miami Heat, donde disputó sus primeras Finales de la NBA. Los Heat perdieron en seis partidos ante Dallas Mavericks (2-4), siendo el base titular de los Heat en esos playoffs.

#### New York Knicks (2011-2012)
El 11 de diciembre de 2011 firmó un contrato de un año con New York Knicks. Desempeñándose como el tercer base del equipo, tuvo que intentar asumir un rol de importancia ante las lesiones de Jeremy Lin y Baron Davis, junto a Toney Douglas.

### Entrenador
Mike entrenó a su hijo, Michael Jr., en la Amateur Athletic Union (AAU). 
En 2013, regresó a su instituto, el Shadow Mountain High School de Phoenix, como técnico asistente. A pesar de que el técnico principal, Jerry Conner, dejó el equipo en abril de 2014, Bibby siguió como asistente ya que no tenía el certificado de entrenador todavía.
En febrero de 2019, tras las acusaciones de una profesora del instituto hacia Bibby por acoso sexual, fue destituido de su cargo como entrenador. En abril de ese año, la policía dijo que no encontraron causa probable para presentar cargos contra Bibby.
En octubre de 2019 fue contratado como entrenador principal del instituto Hillcrest Prep en Phoenix, siendo cesado en diciembre tras 10 encuentros.
En marzo de 2025 es contratado como técnico principal de los Hornets en la universidad Estatal de Sacramento para la temporada 2025-26.

## Estadísticas de su carrera en la NBA

### Temporada regular
| Año     | Equipo     | PJ    | PT  | MPP  | %TC  | %3P  | %TL  | RPP | APP | ROB | TPP | PPP  |
| ------- | ---------- | ----- | --- | ---- | ---- | ---- | ---- | --- | --- | --- | --- | ---- |
| 1998–99 | Vancouver  | 50    | 50  | 35.2 | .430 | .203 | .751 | 2.7 | 6.5 | 1.6 | .1  | 13.2 |
| 1999–00 | Vancouver  | 82    | 82  | 38.5 | .445 | .363 | .780 | 3.7 | 8.1 | 1.6 | .2  | 14.5 |
| 2000–01 | Vancouver  | 82    | 82  | 38.9 | .454 | .379 | .761 | 3.7 | 8.4 | 1.3 | .2  | 15.9 |
| 2001–02 | Sacramento | 80    | 80  | 33.2 | .453 | .370 | .803 | 2.8 | 5.0 | 1.1 | .2  | 13.7 |
| 2002–03 | Sacramento | 55    | 55  | 33.4 | .470 | .409 | .861 | 2.7 | 5.2 | 1.3 | .2  | 15.9 |
| 2003–04 | Sacramento | 82    | 82  | 36.3 | .450 | .392 | .815 | 3.4 | 5.4 | 1.4 | .2  | 18.4 |
| 2004–05 | Sacramento | 80    | 80  | 38.6 | .443 | .360 | .775 | 4.2 | 6.8 | 1.5 | .4  | 19.6 |
| 2005–06 | Sacramento | 82    | 82  | 38.6 | .432 | .386 | .849 | 2.9 | 5.4 | 1.0 | .1  | 21.1 |
| 2006–07 | Sacramento | 82    | 82  | 34.0 | .404 | .360 | .830 | 3.2 | 4.7 | 1.1 | .1  | 17.1 |
| 2007–08 | Sacramento | 15    | 12  | 31.5 | .406 | .393 | .742 | 3.7 | 5.0 | 1.3 | .1  | 13.5 |
| 2007–08 | Atlanta    | 33    | 32  | 33.3 | .414 | .369 | .797 | 3.2 | 6.5 | 1.1 | .1  | 14.1 |
| 2008–09 | Atlanta    | 79    | 79  | 34.7 | .435 | .390 | .789 | 3.5 | 5.0 | 1.2 | .1  | 14.9 |
| 2009–10 | Atlanta    | 80    | 80  | 27.4 | .416 | .389 | .861 | 2.3 | 3.9 | .8  | .0  | 9.1  |
| 2010–11 | Atlanta    | 56    | 56  | 29.9 | .435 | .441 | .630 | 2.6 | 3.6 | .7  | .1  | 9.4  |
| 2010–11 | Washington | 2     | 0   | 14.5 | .111 | .000 | .000 | 1.5 | 4.0 | .5  | .0  | 1.0  |
| 2010–11 | Miami      | 22    | 12  | 26.5 | .437 | .455 | .625 | 2.2 | 2.5 | .5  | .1  | 7.3  |
| 2011-12 | New York   | 39    | 4   | 14.3 | .282 | .318 | .750 | 1.5 | 2.1 | .5  | .1  | 2.6  |
| Total   | Total      | 1,001 | 950 | 33.9 | .436 | .379 | .802 | 3.1 | 5.5 | 1.2 | .2  | 14.7 |

### Playoffs
| Año   | Equipo     | PJ  | PT  | MPP  | %TC  | %3P  | %TL  | RPP | APP | ROB | TPP | PPP  |
| ----- | ---------- | --- | --- | ---- | ---- | ---- | ---- | --- | --- | --- | --- | ---- |
| 2002  | Sacramento | 16  | 16  | 41.3 | .444 | .424 | .826 | 3.8 | 5.0 | 1.4 | .2  | 20.3 |
| 2003  | Sacramento | 12  | 12  | 33.7 | .422 | .282 | .794 | 2.6 | 5.0 | 1.2 | .4  | 12.7 |
| 2004  | Sacramento | 12  | 12  | 41.4 | .429 | .436 | .873 | 4.2 | 7.0 | 1.9 | .4  | 20.0 |
| 2005  | Sacramento | 5   | 5   | 40.0 | .391 | .217 | .778 | 4.4 | 6.6 | 1.4 | .4  | 19.6 |
| 2006  | Sacramento | 6   | 6   | 42.5 | .348 | .346 | .900 | 3.8 | 5.2 | 1.5 | .0  | 16.7 |
| 2008  | Atlanta    | 7   | 7   | 36.0 | .338 | .292 | .656 | 3.1 | 3.1 | .6  | .3  | 10.3 |
| 2009  | Atlanta    | 11  | 11  | 35.5 | .462 | .542 | .955 | 3.4 | 4.2 | .9  | .2  | 13.2 |
| 2010  | Atlanta    | 11  | 11  | 26.5 | .450 | .412 | .700 | 2.5 | 2.5 | .8  | .0  | 8.5  |
| 2011  | Miami      | 20  | 20  | 20.8 | .281 | .258 | .500 | 1.8 | 1.1 | .6  | .3  | 3.6  |
| 2012  | New York   | 5   | 1   | 23.6 | .391 | .412 | .667 | 4.2 | 2.6 | .2  | .0  | 5.4  |
| Total | Total      | 105 | 101 | 33.2 | .408 | .371 | .815 | 3.1 | 4.0 | 1.1 | .2  | 12.6 |

## Vida personal
Bibby es hijo de Virginia y Henry Bibby, exjugador de la NBA y de UCLA, y más tarde asistente de Memphis Grizzlies. Su madre, Virginia, es nativa de Trinidad y Tobago. Tiene dos hermanos (Dane y Hank) y dos hermanas (Charlsie y Roslyn).
Es también sobrino de Jim Bibby, antiguo jugador de la MLB y cuñado del jugador Eddie House, quien fue compañero suyo en la temporada 2004-05. Tiene un primo que jugó en la Major League Soccer, Robbie Findley, delantero de Real Salt Lake, y otro que lo hizo en la NFL, Shaun McDonald de los Detroit Lions.
Bibby y su mujer Darcy tiene 3 hijos, Michael, Janae y Mia, cuyos nombres lleva tatuados. Su hijo, Michael Jr. jugó al baloncesto universitario en South Florida antes de ser transferido a Appalachian State en 2017.
Dos décadas después de dejar la universidad para ir a la NBA, Bibby se graduó en la Universidad de Nevada, Las Vegas, con una licenciatura en estudios multidisciplinares en 2017.

### Tatuajes
Bibby es apasionado de los tatuajes, a los 16 años se tatuó el logo de la NBA. Bibby comentó después: "me lo hice cuanto tenía 16 años, supongo que me esperaba lo que vendría después".
Lleva otro en la otra pierna que dice '"Only God Can Judge Me"' ("solo Dios puede juzgarme"), del que comentó: "Sé que muchas personas hablarán de mi pero yo no puedo controlar esas cosas, así que lo único que importa es creer en ti mismo y dejar que solo Dios te juzgue".
Su tío ha diseñado y tatuado algunos de sus tatuajes, entre ellos las cadenas en forma de cruz en su brazo derecho. Esa cruz (Bibby es un ferviente cristiano) tapa un tatuaje de su nombre que Bibby se hizo en el hombro.
Lleva en la espalda las palabras "TEAM DIME". También se ha tatuado los retratos de su madre y dos de sus abuelos, su número e iniciales en otro balón de baloncesto, las palabras "Loyalty" (lealtad) en su mano derecha y "Faith" (fe) en su mano izquierda y "R.I.P 1 Z" en el brazo izquierdo en honor a su gran amigo Tony "Tone" Thompson cuyo apodo era 1 Z.